# Linxi (Chifeng)

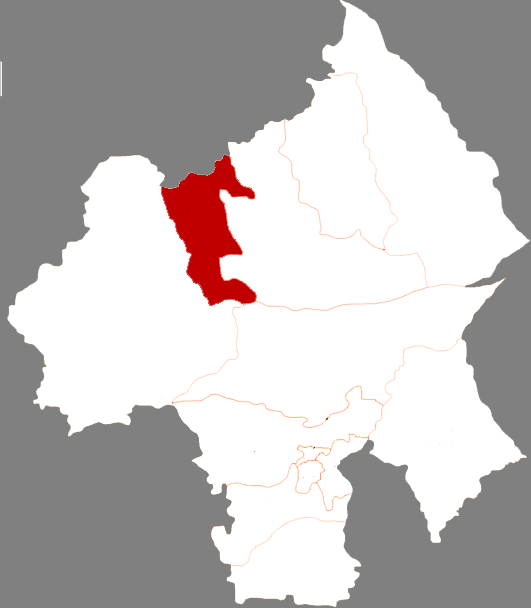
Lage Linxis in Chifeng

Der Kreis Linxi (chinesisch 林西县, Pinyin Línxī Xiàn; mongolisch ᠯᠢᠨᠰᠢ ᠰᠢᠶᠠᠨ Linsi siyan) ist ein Kreis der bezirksfreien Stadt Chifeng (mongol. Ulanhad) im Nordosten des autonomen Gebiets Innere Mongolei der Volksrepublik China. Er hat eine Fläche von 3.933 km² und zählt 240.000 Einwohner. Sein Hauptort ist die Großgemeinde Linxi (林西镇).
Die Stätte der alten Kupfermine und -schmelze von Dajing (Dajing gu tongkuang yizhi 大井古铜矿遗址) steht seit 2001 auf der Liste der Denkmäler der Volksrepublik China (5-17).